# Błagojewgrad
Błagojewgrad (bułg. Благоевград – Błagoewgrad, do 1950 Gorna Dżumaja) – miasto i uzdrowisko w południowo-zachodniej Bułgarii, w regionie historyczno-geograficznym Macedonii. Ośrodek administracyjny obwodu Błagojewgrad i gminy Błagojewgrad, nad rzeką Strumą u podnóża gór Riła. Według danych szacunkowych Ujednoliconego Systemu Ewidencji Ludności oraz Usług Administracyjnych dla Ludności, 15 września 2023 roku miejscowość liczyła 72 677 mieszkańców.
Jest to główne miasto błagojewgradzkiego zagłębia węgla brunatnego. W mieście rozwinął się przemysł tytoniowy, metalowy, elektroniczny, materiałów budowlanych, drzewny oraz włókienniczy. Przemysł tytoniowy opiera się na uprawach tytoniu w dolinie Strumy.
W Błagojewgrad działa uzdrowisko znane z gorących źródeł mineralnych.
Nazwa miasta upamiętnia postać pierwszego przywódcy bułgarskich socjalistów Dimityra Błagojewa.

## Miasta partnerskie
- Auburn, Stany Zjednoczone
- Batumi, Gruzja
- Dełczewo, Macedonia Północna
- Lecce, Włochy
- Nagasaki, Japonia
- Saloniki, Grecja
- Seres, Grecja
- Székesfehérvár, Węgry